# Camas (kommunhuvudort)
Camas är en kommunhuvudort i Spanien.   Den ligger i provinsen Provincia de Sevilla och regionen Andalusien, i den sydvästra delen av landet, 400 km sydväst om huvudstaden Madrid. Camas ligger 11 meter över havet och antalet invånare är 26 015.
Terrängen runt Camas är platt. Runt Camas är det mycket tätbefolkat, med 1 956 invånare per kvadratkilometer. Närmaste större samhälle är Sevilla, 5,7 km öster om Camas. Runt Camas är det i huvudsak tätbebyggt.